# Pierre Székely

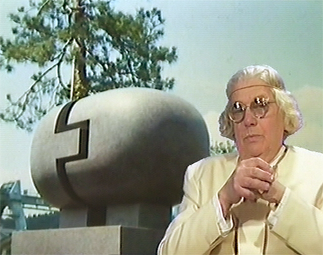
Pierre Székely, 1994

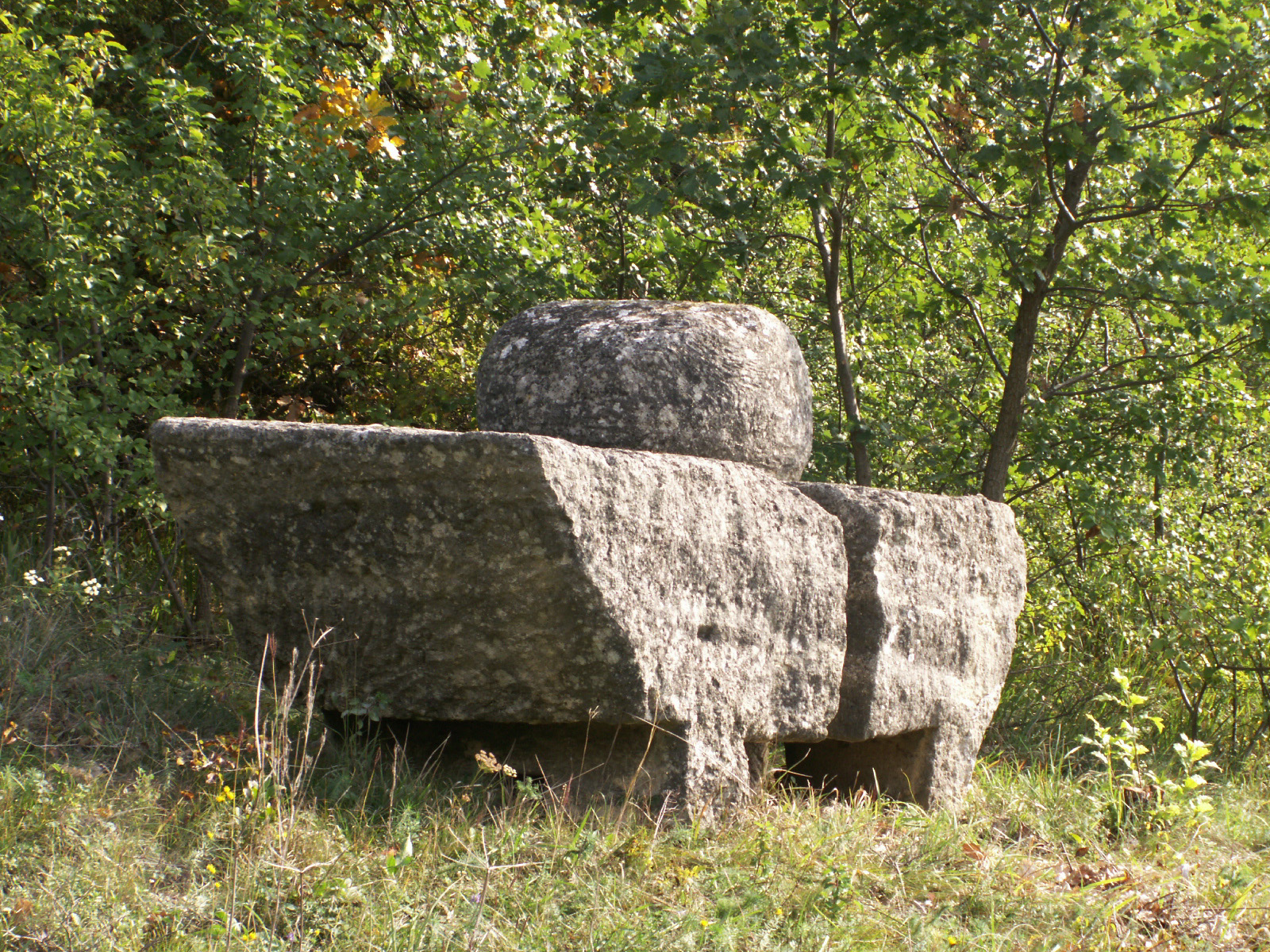
Energie solaire (1962), Sankt Margarethen im Burgenland

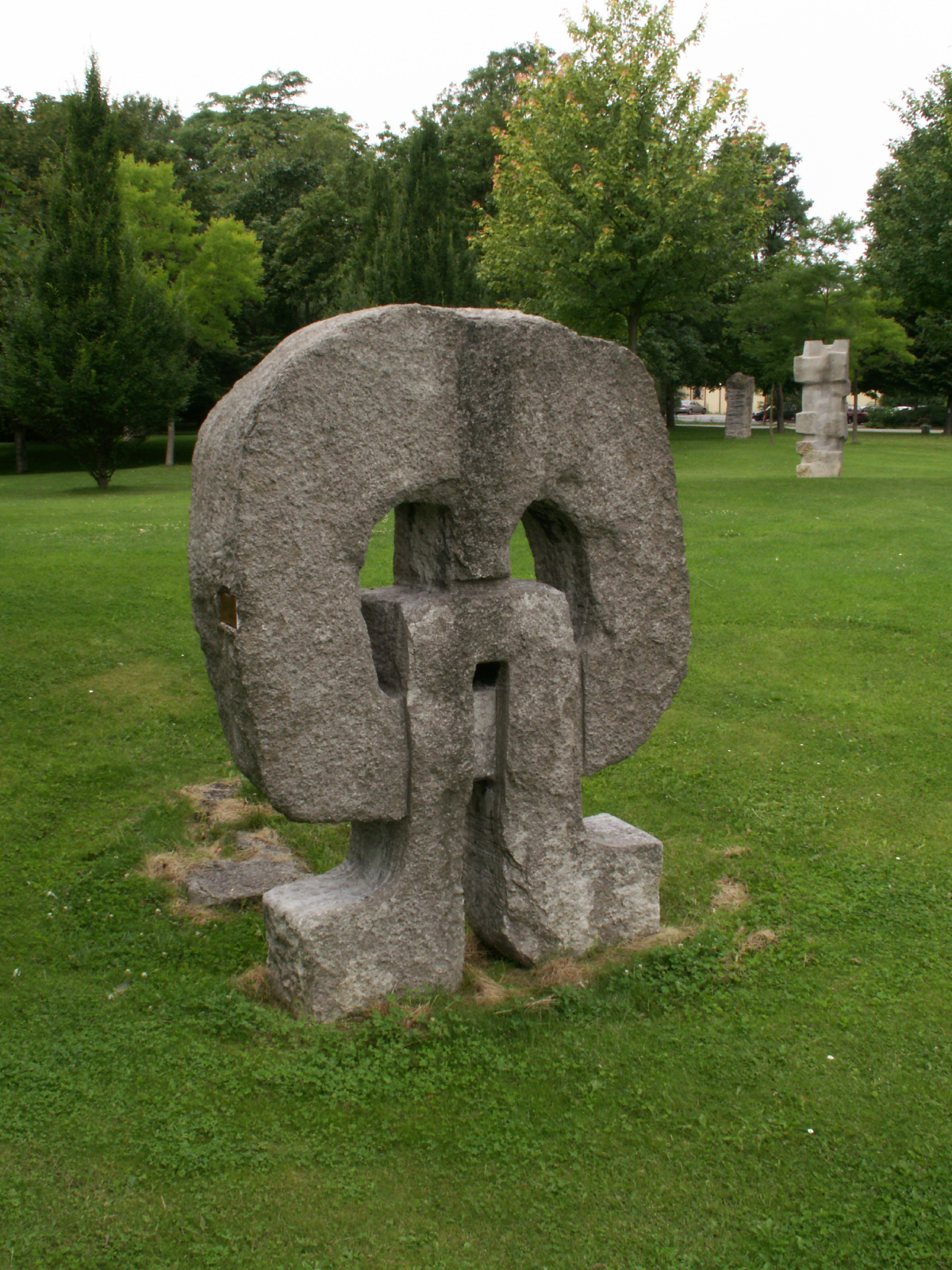
Contact (1962/63), Berlin

Péter Pierre Székely (* 11. Juni 1923 in Budapest; † 3. April 2001 in Paris) war ein ungarisch-französischer Bildhauer.

## Leben und Werk
Székely wuchs in Budapest auf und lernte Zeichnen und das Schnitzen kleiner Holzmodelle an der Kunstschule Budapest und ab 1941 Bildhauerei bei Hanna Dallos. Im Jahr 1944 wurde er in ein Arbeitslager gesperrt, von wo er gegen Ende des Zweiten Weltkriegs nach Budapest floh. In Budapest lernte er die Künstlerin Vera Harsány kennen, mit der er nach Frankreich verzog. Székely ließ sich in Bures-sur-Yvette nieder und stellte seine Werke im Jahr 1955 erstmals in Paris aus. Von 1955 bis 1966 wohnte er in Marcoussis.
Ende der 1960er Jahre arbeitete Székely in den Granitsteinbrüchen in der Bretagne, wo er mit Flammstrahlverfahren (über 3000 °C) Skulpturen bearbeitete. Durch die Vermittlung von André Malraux erhielt Székely 1972 die französische Staatsbürgerschaft.
Ab dem Jahr 1980 war er regelmäßig in Perros-Guirec, wo er als Steinbildhauer an Bildwerken aus Granit in der Bretagne arbeitete.
Székely wurde zum Ehrendoktor durch die Königliche Akademie der Künste Hague in den Niederlanden ernannt und für den Ordre national du Mérite nominiert. Er lehrte Kunstphilosophie an den Universitäten von Kanazawa (Japan), Hongkong (China), New York und Detroit (USA) sowie Thessaloniki und Athen (Griechenland). Er wurde durch die Regierung Ungarns und das ungarische Baranya ausgezeichnet. In der ungarischen Pécs befindet sich ein Museum Székely, ein weiteres befindet sich in Japan und eines ist in Frankreich in Planung. Pécs ist Europäische Kulturhauptstadt 2010 und anlässlich dieser Gelegenheit wurde das Museum Székely restauriert. Zahlreiche Werke von Székely befinden sich in Museen und Ausstellungen, hauptsächlich in Frankreich und Japan. Verschiedene Skulpturen von ihm sind im Bildhauerpark in Pécs in der Nähe des Museum Székely aufgestellt.

## Werke (Auswahl)
Hier ist lediglich eine Auswahl seiner Werke vorgestellt:
- 1962 Energie solaire en Joie, Symposion Europäischer Bildhauer in Sankt Margarethen im Burgenland
- 1963 Contact, Mauersymposion in Berlin-Tiergarten
- 1964 L'Ange de pierre,  Parc du Mont-Royal in Montreal (International Sculpture Symposium)
- 1967/68 Skulptur, Grenoble (Symposium de sculpture Grenoble anlässlich der Olympischen Winterspiele 1968)
- 1968 La sol bipedo, Ruta de la Amistad in Mexiko-Stadt anlässlich der Olympischen Sommerspiele 1968
- 1972 Développement Kibontakozás, Szoborpark Nagyharsány anlässlich des Bildhauersymposion Villány im Jahre 1971 (International Stone Sculptor Symposium 1971)
- 1975 La Dame du Lac de Szekely, Parc d'Évry Courcouronnes in Évry
- 1981/83 Puberté, Museu Calouste Gulbenkian in Lissabon
- 1982 Le Sculpteur, Kunstmuseum von Győr
- 1983 Paix, Nagyváradplein in Budapest
- 1988 L'Oisseau impossible (Steindrachen), Sapporo (International Granite Festival Aji)
- 1988 Le Chef de Saint Dominique s'identifie au soleil, Dominikanische Republik
- 1995 Lumen, The National Grid Company in Ashford
- 1996 Affinité, Institut Français de Budapest in Budapest